# カモにされたカモ
カモにされたカモ (Duck Amuck) とはワーナー・ブラザース製作のアニメメリー・メロディーズ作品の一つである。
1953年1月17日公開。主演はダフィー・ダック。

## 作品内容
ダフィーは銃士の格好をし、城前で演技をするがしだいに背景がないことに気づく。
その後ダフィーは背景が変わったり、音がでなかったり、自分に色を塗られたりとひどい仕打ちをされる。

## キャスト
| キャラクター     | 原語版         | 旧吹き替え版 | 現行吹き替え版 |
| ---------------- | -------------- | ------------ | -------------- |
| ダフィー・ダック | メル・ブランク | 江原正士     | 高木渉         |
| バッグス・バニー | メル・ブランク | 富山敬       | 山口勝平       |
| ナレーション     | -              | 土井美加     | 梅津秀行       |